# LPC (elektronik)

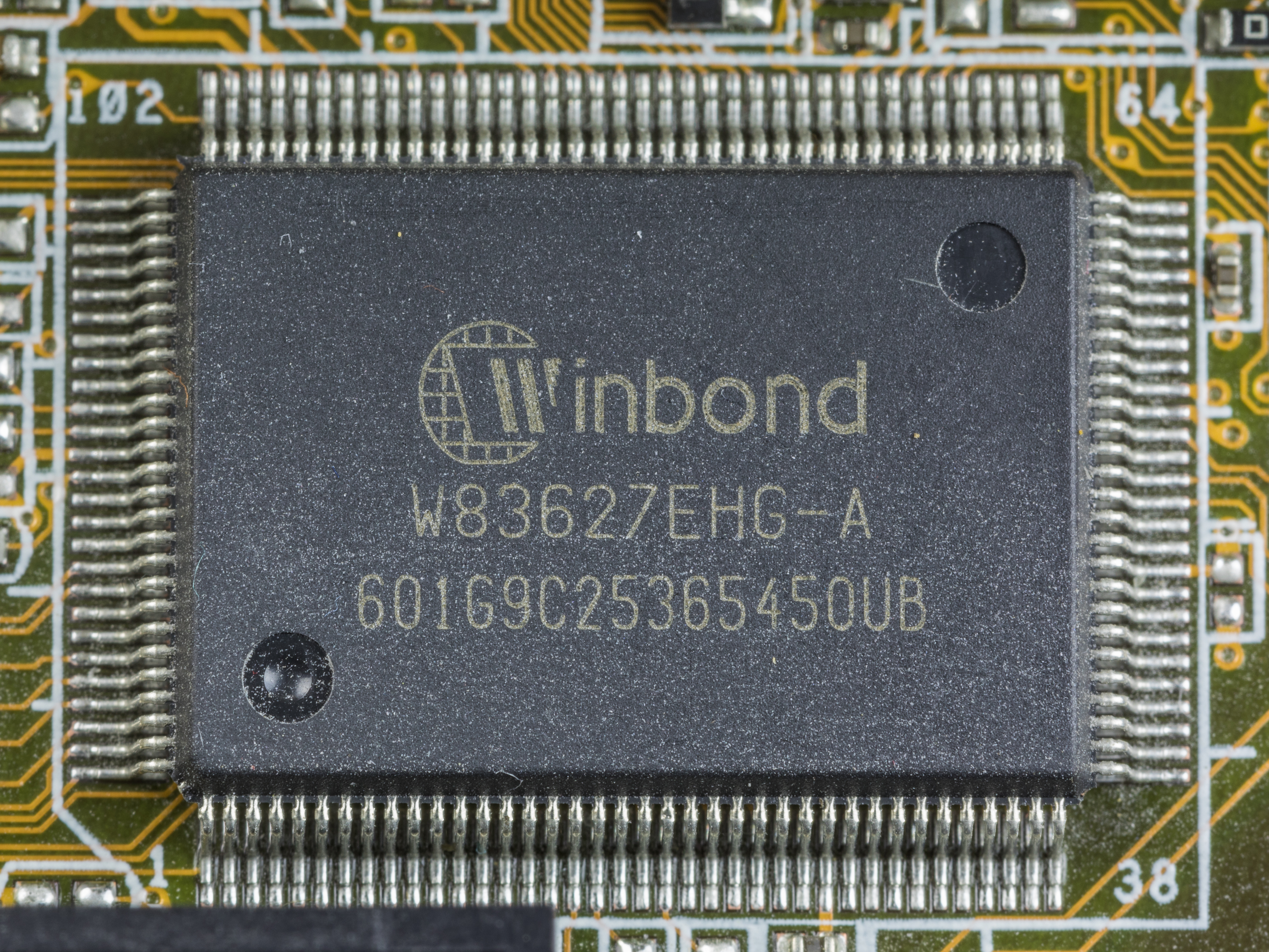
Low Pin Count interface Winbond W83627EHG-A

LPC är en förkortning för Low Pin Count, en elektrisk buss för elektronik som används bland annat för att ersätta ISA i moderna PC-datorer men ändå vara bakåtkompatibel.